# Družinski grad
Družinski grad (tudi rodbinski grad) ali ganerbni grad je grad, ki ga zaseda in upravlja več družin ali družinskih linij hkrati. Te družine si delijo skupne prostore v gradu, vključno z dvoriščem in kapelo, ohranjajo pa svoje zasebne bivalne prostore. Pogosto so med seboj povezani z mostovi ali vrati, čeprav so pripadali različnim družinam, ki so bile večinoma v svaštvu.  Pojavili so se predvsem v srednjeveški Nemčiji.

## Ganerbni grad in ganerbstvo
Družinski ali ganerbni grad je pogosto nastal kot posledica dediščine. Vsaka veja družine je po navadi zgradila enostanovanjsko stavbo znotraj skupnega obzidja. Včasih so bili ti domovi razširjeni v neodvisne gradove, s svojimi pravicami v skupnem grajskem mestu. Družinski gradovi so tudi posledica finančne stiske ali je bil del zastavljen ali prodan.
Nemška beseda ganerbe se pojavi v srednje visoki nemščini v viteškem romanu Parzival, ki ga je napisal okoli leta 1200 Wolfram von Eschenbach. Pravni izraz ganerbschaft (ganerbstvo) se pojavi kot pisni dokaz vsaj že v drugi polovici 9. stoletja. V stari visoki nemščini je gan pomenilo 'skupno', 'družno' ali 'ljudsko'. Prva zgodovinsko preverljiva razporeditev ganerbstva se pojavi v 13. stoletju v Alzaciji na gradu Haut-Kœnigsbourg.
Gradovi močnih fevdalcev so pogosto že v začetku načrtovani kot ganerbni grad. Vsak graščak (nižja aristokracija v Svetem rimskem cesarstvu v času srednjega veka) je bil odgovoren za upravljanje in zaščito sektorja gradu. To ni bil samo iz praktičnih razlogov; višje plemstvo je seveda želelo omejiti moč svojih fevdnikov (dienstmannen – vazal). Dober primer za to je frankovski grad Salzburg bližini Bad Neustadta ob Saali, grad je bil fevd (lehensburg) škofov iz Würzburga.
Ganerbni gradovi so se razvili, ker so bili včasih prisiljeni dopustiti nadvlado močnejših fevdalcev. Würzburški kronist Lorenz Fries omenja tri take primere v kroniki svojega škofa. Leta 1458 so skupni gospodarji gradu Steckelberg v bližini Schlüchterna zavrnili dostop škofu in poskušali posodobiti grajske utrdbe. Škof Janez III. Grumbach je koncu uveljavil svojo oblast z vojaškim, spopadom.
Leta 1478, se je, kljub cesarskemu mandatu, mogočno cesarsko mesto Nürnberg moralo sprijazniti s predlogom pfalškega grofa Otta II. Mosbacha za prodajo gradu Rothenberg nad Schnaittachom skupnosti 44 frankovskih vitezov. Ta skupina vitezov je očitno želela zgraditi močan branik pred konkurenco bogatih državljanov, ki so bili zelo nezaupljivi. Pomembno je, da je celo višje plemstvo zanikalo solastništvo; le najpomembnejše frankovske družine iz nižjega plemstva so dovolile da sodelujejo v skupni lasti.

## Pravni temelji
Pravna zahteva za vzpostavitev ganerbstva je bila uveljavljanje grajskega posestva oziroma fevda celotne skupnosti, z drugimi besedami, vsi vazali so imeli enako posest, dogovor pa se opisan kot hantgemal. Vsi so imeli enake pravice na dediščino, imeli so skupen proračuna in, kjer je bilo to primerno, imeli skupne določene uslužbence in sodnike.
Tako imenovani sporazum hantgemal je bil še posebej pomemben za določitev socialnih privilegijev in nepremičninskih pravic vpletenih plemiških družin. Skupno dedovanje ali ganerbstvo je zagotavljalo, da so vsi družinski člani imeli ta poseben status in preprečilo znižanje njihovega socialnega statusa.
Kot se je povečalo število dedičev, so bile opredeljene in dodeljene lastniške pravice in interesi. Navzven se je zdelo, kot da je bila zaprta skupnosti in delitev premoženja lahko nekoliko fiktivna. Vsak dedič je imel delež znan kot marzahl in ti deleži so se lahko razlikovali po velikosti. Mutschierung je bil interni dogovor nad pravicami uporabe. Vsak solastnik je bil sicer sposoben voditi svoje lastno gospodinjstvo, vendar se je skupaj vzdrževala celotna skupna lastnina.
Popolna pravica sodedičev je bila praksa v nekaterih območjih do 15. stoletja, nato pa je bil sprejet sistem vazalov Gesamthänder.
Druga ganerbstva so bila najprej ustanovljena z Burgfrieden sporazumi (izraz za stanje premirja znotraj gradu in včasih njegove posesti, na podlagi katere so bili konflikti med posamezniki prepovedani pod grožnjo cesarske prepovedi). Takšni sporazumi so se lahko tudi razvezali. Ganerbstvo je bilo prekinjeno tudi, če je stranka prevzela celotno zapuščino.
Kadar so se sodediči interno dogovorili za delitev celotnega zemljišča in nepremičnine, je ganerbstvo običajno prenehalo. To tako imenovano Totteilung (Watschar ali Watschierung) je dovoljenje, da nekdanji sodediči neomejeno razpolagajo s svojim lastniškim deležem, izgubili pa so pravico do preostalega skupnega premoženja. Obveznosti obrambe celotnega gradu je bilo še vedno treba ohraniti.
Ker skupen obstoj sodedičev in njihovih družin pogosto ni potekal zelo gladko, je bil urejen tako imenovan Burgfrieden ('grad miru'). Sodediči so običajno uporabljali osrednje prostore v gradu, kot je na primer bergfrid ali kapela, skupaj. Skupnost je običajno izbrala enega od graščakov kot mojstra in vzpostavila skupen sklad, ki je financiral potrebne stroške vzdrževanja celotne zapuščine. Podobno kot sodobna združenja lastnikov stanovanj, so ljudje imeli letni sestanek in razpravljali o problematiki.
Prvotni namen ganerbstva je bila ohranitev premoženja ne da bi se to delilo, a se je kmalu v praksi pokazalo, da ni sprejemljivo. V ganerbnem gradu je bilo včasih do 50, v posameznih primerih do 80 različni solastnikov, niso pa vsi seveda živeli v gradu. V primeru fevda, so morali biti napadalci zelo previdni, da so oblegali le del gradu v lasti njihovega sovražnika, ne da bi kršili pravice nevtralnih sodedičev.
Mnoga ganerbstva so se v poznem srednjem veku spremenila v fidejkomis. Člani družine združenja ali skupnosti so s sporazumom urejali nedeljivo lastništvo in neodtujljivo posestvo, toda njegova moč je bila zelo omejena.

## Razširjenost
Ganerbni gradovi se pretežno nahajajo v srednji Evropi. Večina jih je bila ustanovljena na  ozemljih, ki so bila najbolj razdeljena: Frankovska, Hessen, v dolini Rena in Švabska. Ganerbstva so bila zelo pogosta tudi v zgodovinskih državah Baden, Württemberg in Alzacija. V regijah, v katerih je bilo večkratno dedovanje neobičajno, kot je Šlezija, Mecklenburg in Holstein, ganerbstva niso zabeležena.
V Franciji in Angliji, v nasprotju z navedenim, so bili veliki gradovi običajno v rokah enega samega močnega fevdalca. To je predvsem posledica drugačnega načina fevdalizma, ki se je razvil v teh državah zaradi različnih regionalnih razmer.
Nekaj primerov velikih "večstanovanjskih gradov" je ohranjeno zlasti v južni Franciji in Centralnem masivu. Najpomembnejši med njimi so Tours de Merle (Saint-Geniez-O-Merle, Corrèze). Tudi v Limousinu je manjši grad Château de Saint-Hilaire et des Plas v občini Curemonte. V severni in osrednji Franciji je tudi nekaj zelo velikih gradov končalo kot skupni grad, kot je velik grad Chauvigny (departma Vienne).
Najbolj znan primer srednjeevropskega ganerbnega gradu je grad Eltz na reki Mozeli. Drugi primeri so še: grad Lichtenstein, grad Altenstein v Spodnji Frankovski, grad Windeck blizu Bühla v Badnu, grad Salzburg pri Bad Neustadt an der Saale, Liebenstein na Renu, grad Leonrod v Dietenhofenu in grad Lindheim v Wetterau.
V Sloveniji so nekateri gradovi tega tipa grad Vodriž, katerega ostanki stojijo pri naselju Vodriž v Mestni občini Slovenj Gradec, grad Žovnek nad Žovneškim jezerom jugozahodno od Braslovč in Grad Hmeljnik, ki stoji na Dolenjskem v vasi Gorenje Kamenje v bližini Novega mesta.